# Club Olimpo
Club Olimpo, kortweg Olimpo, is een Argentijnse voetbalclub uit Bahía Blanca. De club werd opgericht op 15 oktober 1915. De thuiswedstrijden worden in het Estadio Roberto Natalio Carminatti gespeeld, dat plaats biedt aan 18.000 toeschouwers. De clubkleuren zijn geel-zwart. In 2013 promoveerde de club naar de hoogste klasse.